# 韦特峰 (南极洲)
71°29′S 62°34′W / 71.483°S 62.567°W
韋特峰（英語：Waitt Peaks），是南極洲的山峰，位於帕爾默地東部，處於席爾馬赫山西北面7公里，在1974年由美國地質調查局繪入地圖，以該國地質學家命名，現時由南極條約體系管理。